# ناريك أبكاريان
ناريك أبكاريان (مواليد 6 يناير 1992) هو ملاكم أرمني، مثّل بلاده في الألعاب الأولمبية الصيفية 2016.

## روابط خارجية
نارك أبغاريان على موقع بوكس ريك (الإنجليزية) (registration required)
- نارك أبغاريان على موقع اللجنة الأولمبية الدولية (الإنجليزية)
- نارك أبغاريان على موقع أوليمبيديا (الإنجليزية)